# Premonitions
Premonitions je první studiové album americké zpěvačky Miy Folick. Vydáno bylo 26. října roku 2018 společnostmi Terrible Records a Polydor Records a spolu se zpěvačkou jej produkovali Justin Raisen a Yves Rothman. Deska byla nahrána v Los Angeles. Její vydání bylo oznámeno v září 2018, kdy byl zároveň zveřejněn videoklip k písni „Stop Talking“. Dvě písně z alba byly zveřejněny již dříve – v dubnu („Deadbody“) a červnu 2018 („Stock Image“); k oběma byly rovněž natočeny videoklipy. Zpěvačka uvedla, že deska je „vozidlem pro nadějný, pravdivý, štědrý a milující svět.“

## Seznam skladeb
1. Thingamajig
2. Premonitions
3. Cost Your Love
4. Stock Image
5. Leave the Party
6. Stop Talking
7. Freak Out
8. Deadbody
9. Baby Girl
10. What We've Made